# Azealia Banks
Azealia Amanda Banks (New York, 31 maggio 1991) è una rapper e cantautrice statunitense.
Si è imposta all'attenzione internazionale nel 2011 grazie al singolo 212, certificato doppio disco di platino nel Regno Unito, che le ha permesso di essere inserita al primo posto della classifica riguardante gli artisti più promettenti redatta dalla rivista britannica New Musical Express. Il 5 dicembre dello stesso anno la BBC ne annunciò la nomina per il sondaggio Sound of 2012, in cui si classificò terza.
Personalità controversa, ha fatto parlare di sé per le dichiarazioni fatte in materia di politica statunitense e questioni sociali come la razza e per aver accusato pubblicamente ed essersi scontrata con colleghi e personaggi pubblici attraverso i propri canali sociali.

## Biografia

### 1991-2009: infanzia ed esordi
Banks è nata nel maggio 1991. Sua madre la crebbe insieme alle due sorelle maggiori ad Harlem, dopo che il padre morì a causa di un tumore al pancreas quando lei aveva due anni. In giovane età si interessò al teatro musicale, alla recitazione ed al canto. A dieci anni iniziò ad esibirsi in un musical off-Broadway dal nome Tada! Youth Theater a Lower Manhattan. Ebbe ruoli da protagonista in tre produzioni (Rabbit Sense, Sleepover e Heroes). All'età di sedici anni ha recitato in un musical noir-comedy, City of Angels. La Banks si è formata nel campo dello spettacolo presso la LaGuardia High School of Performing Arts a Manhattan, che ha poi abbandonato per dedicarsi alla musica.
Sotto lo pseudonimo di Miss Bank$, nel febbraio del 2009 pubblicò il suo primo brano Gimme a Chance sulla piattaforma MySpace. La canzone era accompagnata da Seventeen, un brano prodotto dal DJ americano Diplo che campionò una traccia dei Ladytron con lo stesso nome. Più tardi quell'anno, firmò un contratto con l'etichetta discografica XL Recordings e cominciò a lavorare con il produttore Richard Russell; lasciò poi l'etichetta a causa di idee divergenti.

### 2010-2016: il successo di212,Broke with Expensive TasteeSlay-Z
Uscita dalla XL Recordings, Azealia cambiò il suo nome d'arte in Azealia Banks e si trasferì a Montréal, dove iniziò a registrare musica. Utilizzando YouTube come portale, caricò varie demo, tra cui L8R e una cover di Slow Hands degli Interpol. Nel settembre 2011, pubblicò in formato digitale gratuito il singolo di debutto 212; esso venne poi pubblicato ufficialmente il 6 dicembre 2011. Il brano ha ricevuto il plauso della critica, essendo selezionato come 'Canzone della settimana' dalla BBC Radio 1, e posizionandosi nono nella classifica delle migliori tracce del 2011 secondo Pitchfork. Nel dicembre 2011 ha partecipato alla canzone Shady Love, inserita nell'album Magic Hour della band statunitense Scissor Sisters, tuttavia è rimasta non accreditata. Il 16 gennaio 2012 ha pubblicato il brano NEEDSUMLUV (SXLND), prodotto da Machinedrum, in occasione di quel che sarebbe stato il trentatreesimo compleanno della cantante scomparsa Aaliyah, campionata nella canzone. La settimana successiva divulga il brano Bambi, prodotto da Paul Epworth, scelto quale colonna sonora per una sfilata di Mugler a Parigi.
Anche se priva di un'etichetta discografica, la Banks cominciò a lavorare con il produttore britannico Paul Epworth al suo album di debutto. Il suo primo EP, 1991, è stato pubblicato nel Regno Unito il 28 maggio e negli Stati Uniti il giorno successivo. Nel maggio 2012 viene altresì annunciata la pubblicazione di un mixtape, prima denominato Fantastic poi Fantasea, avutasi l'11 luglio 2012. L'11 maggio è stato pubblicato Jumanji, un brano facente parte dello stesso. Una seconda traccia del mixtape, Aquababe, è stata resa disponibile online il 13 giugno, mentre un terzo brano, Nathan, in collaborazione col rapper Styles P, il 30 giugno.
Nell'aprile 2013 viene pubblicato il singolo di lancio dell'album d'esordio, Yung Rapunxel. A maggio l'artista annuncia la pubblicazione del secondo singolo, ATM Jam, che vede la partecipazione di Pharrell Williams, il quale però non viene incluso nella tracklist definitiva a causa della tiepida ricezione. Dopo numerosi posticipi e conflitti, nel luglio 2014 la Banks scioglie il contratto che la legava alla casa discografica Interscope e pubblica in via indipendente due singoli: Heavy Metal and Reflective il 28 luglio e Chasing Time il 22 settembre. Essi precedono la pubblicazione dell'album Broke with Expensive Taste che avviene, senza alcun preavviso, il 6 novembre dello stesso anno in collaborazione con l'agenzia di produzione Prospect Park.
A febbraio 2015, la Banks ha posato nuda per il numero di aprile della rivista Playboy, fotografata da Ellen von Unwerth. Nel servizio parla senza filtri e censure di come l'America sia strutturata per l'uomo bianco e di come molti artisti neri realizzino dischi per soddisfare l'America bianca andando contro i loro stessi principi. A maggio 2015, è stato annunciato che l'artista farà il suo debutto da attrice come personaggio principale della pellicola musicale Coco.
Nel mese di febbraio 2016, pubblica il singolo The Big Big Beat, volto ad anticipare il secondo mixtape della rapper, Slay-Z, pubblicato indipendentemente il mese successivo e contenente collaborazioni con Nina Sky e Rick Ross.

### 2017-presente: nuovi progetti
Nel 2017 viene pubblicato il singolo Chi Chi. Nel 2018 ha fatto seguito il singolo Anna Wintour, distribuito insieme al relativo video musicale. Segue un tour nordamericano, con alcune date anche in Europa. A inizio 2018 Banks ha firmato un contratto da un milione di dollari con la eOne. Il 6 luglio 2018 viene pubblicato un nuovo singolo, intitolato Treasure Island. Seguono la pubblicazione di un EP natalizio intitolato Icy Colors Change e l'annuncio di un nuovo mixtape intitolato Fantasea II: The Second Wave. Per questo progetto viene lanciato il singolo promozionale Playhouse, ma il mixtape non viene mai pubblicato.
Nel 2019, dopo aver lasciato eOne, Banks annuncia la pubblicazione del mixtape Yung Rapunzel II: il progetto viene pubblicato su SoundCloud l'11 settembre dello stesso anno, ma viene successivamente rimosso. Segue la pubblicazione dei singoli Count Contessa e Pyrex Princess. Nel 2020 vengono pubblicate diverse canzoni in esclusiva su SoundCloud, inclusa una collaborazione con Pharrell Williams intitolata Diamond Nova. Il 9 giugno 2020 Banks viene distribuito il singolo Black Madonna su tutte le piattaforme, originariamente concepito come il singolo di lancio dall'album Business Pleasure, progetto successivamente accantonato. Tra il 2020 e il 2021 vengono pubblicati i singoli Mamma Mia, Six Flags e Fuck Him All Night.
Nel 2023, dopo aver rescisso dal contratto precedentemente stipulato con Parlophone Records, pubblica insieme a Torren Foot il singolo New Bottega, brano che aveva cominciato ad anticipare sin dall'anno precedente.

## Vita privata

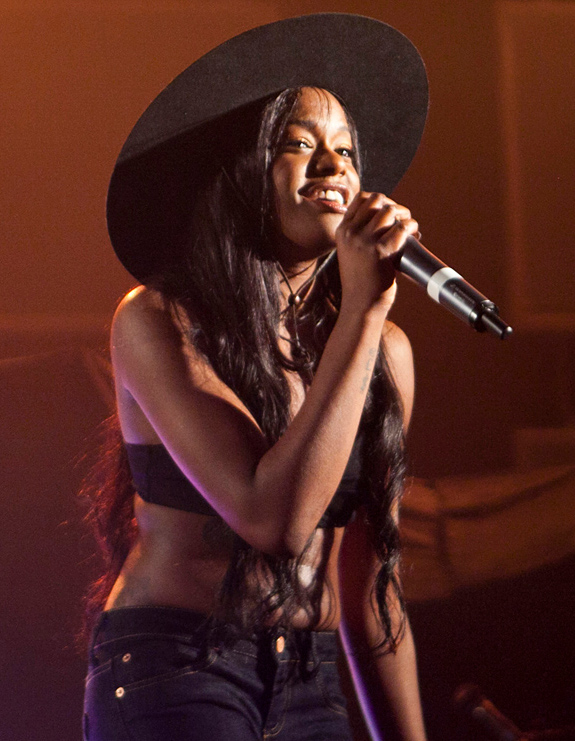
Azealia Banks durante lo ShockWaves NME Awards Tour nel 2012

Azealia Banks si definisce bisessuale, sebbene in passato abbia più volte ricevuto accuse di omofobia a causa di alcune sue esternazioni pubbliche. In un'intervista concessa al The New York Times, la rapper si è definita insoddisfatta del modo in cui la società assegna etichette in base all'orientamento sessuale degli individui.
Nel 2016 Banks ha sostenuto pubblicamente Donald Trump durante la sua prima campagna elettorale come candidato alla presidenza degli Stati Uniti d'America. Una delle sue esternazioni più discusse a tal proposito affermava: «gli Stati Uniti sono il male per loro natura ed allo stesso modo i politici sono la personificazione della cattiveria. Apprezzo Trump perché è il più trasparente e autentico fra di loro nel mostrare la sua vera natura».
L'8 agosto 2020 Banks ha pubblicato un post in cui affermava di voler porre fine alla sua vita tramite suicidio assistito e voler documentare l'intero processo in una sorta di docufilm.

## Controversie
Negli anni, Azealia Banks è stata protagonista di feroci litigi e discussioni con svariate altre celebrità, le quali si sono svolte soprattutto su Twitter. Tra le personalità con cui ha litigato pubblicamente si possono citare: Pabllo Vittar, Grimes, Elon Musk, Remy Ma, Cardi B, Kim Kardashian, Kanye West, Julia Fox, Lorde, Lana Del Rey, Marina Diamandis, Charli XCX, Lady Gaga, T.I., Iggy Azalea, Action Bronson, Lil' Kim, Skai Jackson, Rita Ora, Kendrick Lamar, Pharrell Williams, Erykah Badu, Kreayshawn, Rihanna, ASAP Rocky, Baauer, Nicki Minaj, Sia, Jim Jones, Beyoncé, Angel Haze, Lily Allen, SZA, RZA, Rico Nasty, Lupe Fiasco, Eminem, RuPaul, Perez Hilton, Nick Cannon, Diplo, Funkmaster Flex, The Stone Roses, K. Michelle, Cupcakke, Troye Sivan, Mariahlynn, Disclosure, Lizzo, Kim Petras, Adrian Grenier, Loreen, Busta Rhymes, Dave Chappelle, Donatella Versace, Noah Schnapp, Wendy Williams, Shygirl, Arca, il presidente ucraino Zelensky, le intere nazioni di Irlanda, Svezia, Turchia, Australia, la diaspora africana ed altri ancora.
Nel dicembre 2015 la rapper è stata arrestata fuori da una discoteca di Manhattan, dopo aver aggredito fisicamente un'addetta alla sicurezza nel locale, azzannando il suo seno fino a lacerarlo.
Nel gennaio 2021 Azealia Banks tornò a far parlare di sé, dopo aver pubblicato sul suo profilo Instagram un video in cui disseppellisce la carcassa del suo gatto, morto qualche mese prima, e lo cuoce in un calderone. Sebbene molti credevano l’avesse fatto per cibarsi del gatto, la rapper affermò che fosse per scopi tassidermici e religiosi. Il video è stato rimosso dalla rapper pochi minuti dopo, ma diventò ben presto virale.

## Stile musicale e influenze
AllMusic ha etichettato Azealia Banks come «un'interprete stilosa che mescola i generi hardcore hip hop, indie pop e dance music». John Robinson di The Guardian definisce lo stile di Banks come «un'interessante miscuglio tra Missy Elliott e il dance pop». Per quanto riguarda lo stile musicale, è stato notato l'uso frequente da parte della rapper di linguaggio volgare, in particolare la parola «cunt», utilizzata più di dieci volte nel brano 212, e in Fierce, dove si auto-proclama «cunt queen». Banks attribuisce questa sua propensione alla sua formazione avvenuta ad Harlem, affermando: «vengo da Harlem. Ho frequentato una scuola d'arte; sono cresciuta con le cunts. E quel termine non viene da me! La gente pensa che l'abbia inventato io, ma non è così. Essere cunty significa essere femminile e consapevole di sé. Nessuno può intaccare quella forza interiore e delicatezza. I cunts, i gay, adorano tutto questo. I miei amici mi dicevano: 'Devi essere più cunty! Sei troppo banjee.' Banjee significa grezzo e non raffinato. Hai bisogno delle cunts: ti sistemano i capelli, ti truccano. Ti danno sicurezza e ti fanno sentire viva». È anche nota per il suo stile di rap veloce. In una recensione dell'EP di debutto di Banks 1991, Chris Dart di Exclaim! ha definito la velocità di rapper di Banks come «notevole», sottolineando che è riuscita a raggiungere un risultato che la maggior parte dei rapper impiega anni a padroneggiare: «il perfetto connubio tra ritmi potenti e adatti al club e testi intelligenti, eseguiti con precisione».
La Banks cita come prime ispirazioni le canzoni di Beyoncé ed Aaliyah. Durante la sua adolescenza ascoltava gli Interpol, i Bloc Party e i Futureheads ed è stata avvicinata alla cultura nera guardando film come Paris Is Burning. Nomina anche Eve, Remy Ma, Lil' Kim, M.I.A. e Santigold come ulteriori artiste femminili che l'hanno ispirata. Ha elogiato infine lo stile di Jay Z.

## Discografia

### Album in studio
- 2014 – Broke with Expensive Taste

### Mixtape
- 2012 – Fantasea
- 2016 – Slay-Z
- 2019 – Yung Rapunzel: Pt. II